# Гриветка
Гриветката (Chlorocebus aethiops) са вид средноголеми бозайници от семейство Коткоподобни маймуни (Cercopithecidae). Разпространени са главно в саваните в северната част на Източна Африка.

## Класификация
В миналото гриветките са класифицирани в род Гвенони (Cercopithecus), но по-късно са обособени в отделен род Chlorocebus. Впоследствие в рода са идентифицирани още пет самостоятелни вида, смятани първоначално за част от вида на гриветките. В южната си част ареалът на гриветките се застъпва с ареалите на южноафриканската верветка (C. pygerythrus) и баленската зелена морска котка (C. djamdjamensis). Хибридизацията между тези видове е възможна и може да представлява заплаха за уязвимата баленска зелена морска котка.

## Физически характеристики
Лицето, дланите и стъпалата на гриветката са черни, като от двете страни на лицето има бели ивици над очите, а на бузите има дълги бакенбарди. Козината на гърба има маслиненозелен цвят, а на корема — бял. Дължината на главата и тялото е около 49 cm при мъжките и 43 cm при женските. Дължината на опашката на мъжките е около 56 cm. Масата обикновено е малко над 4 kg при мъжките и около 3 kg при женските.

## Разпространение и местообитания
Гриветките се срещат в централната и северозападна част на Етиопия, западните части на Еритрея и Джибути, и в Судан и Южен Судан на изток от река Нил, до Петия праг на север. Основното им местообитание са саваните и смесените гористо-саванни местности, особено в близост до водоеми, от които се нуждаят през сухия сезон. Те лесно се адаптират към присъствието на хора и често се заселват в околностите на села и дори на градове.

## Поведение
Гриветките са най-активни сутрин и рано привечер. По-голямата част от деня прекарват на земята, където се хранят, а нощем спят на дърветата. Прекарват голяма част от времето си в пощене, игра, катерене и борба — дейности, които помагат за оцеляването им. Обикновено се придвижват на четири крака, освен когато носят нещо в ръцете си, но в тези случаи могат относително добре да ходят и тичат и на два крака. За изхранването си разчитат много на семената, цветовете, листата и смолата на акациите, хранят се също и с плодове, а понякога и дребни бозайници, насекоми и птици, както и с човешки отпадъци.
Гриветките живеят на групи по 5 до 70 и повече екземпляра, най-често по около 12, като са сред малкото видове, при които в групата има повече от един мъжки. Женските обикновено раждат по едно малко след бременност, продължаваща 2 до 3 месеца. В началото малките се движат в близост до майка си, като се отбиват след 6 месеца.
В границите на ареала си гриветките са относително често срещани. Техни естествени врагове са големите змии, леопардите, а понякога и павианите. Понякога се ловят и от хората като източник на месо.